# Caitlin Foord
Caitlin Foord  (Shellharbour, Nueva Gales del Sur, Australia; 11 de noviembre de 1994) es una futbolista australiana. Juega como delantera, interior derecha o izquierda o lateral y su equipo actual es el Arsenal de la FA WSL de Inglaterra. También juega en la Selección de Australia.

## Clubes
| Club                   | País           | Año         |
| ---------------------- | -------------- | ----------- |
| NSWIS                  | Australia      | 2008 - 2009 |
| Central Coast Mariners | Australia      | 2009 - 2010 |
| Sydney FC              | Australia      | 2010 - 2013 |
| Sky Blue FC            | Estados Unidos | 2013 - 2015 |
| Sydney FC (Cedida)     | Australia      | 2013 - 2014 |
| Perth Glory            | Australia      | 2014 - 2016 |
| Sky Blue FC            | Estados Unidos | 2015        |
| Sydney FC              | Australia      | 2016 - 2017 |
| Vegalta Sendai Ladies  | Japón          | 2017        |
| Sydney FC              | Australia      | 2017 - 2020 |
| Portland Thorns FC     | Estados Unidos | 2018 - 2019 |
| Arsenal                | Inglaterra     | 2020 -      |

### Central Coast Mariners (2009)
Después de jugar en el New South Wales Institute of Sport (NSWIS), Foord fue fichada por el Central Coast Mariners para la temporada 2009 de la W-League australiana.

### Sydney FC (2010–2013)
Cuando el Central Coast Mariners anunció que no seguiría contando con la sección femenina para la temporada 2010-2011, Foord, junto a Teresa Polias, Lydia Vandenbergh y Renee Rollason, se cambió al Sydney FC. Permaneció cuatro temporadas y jugó 44 partidos y marcó 10 goles para el club.

### Sky Blue FC (2013–2015)

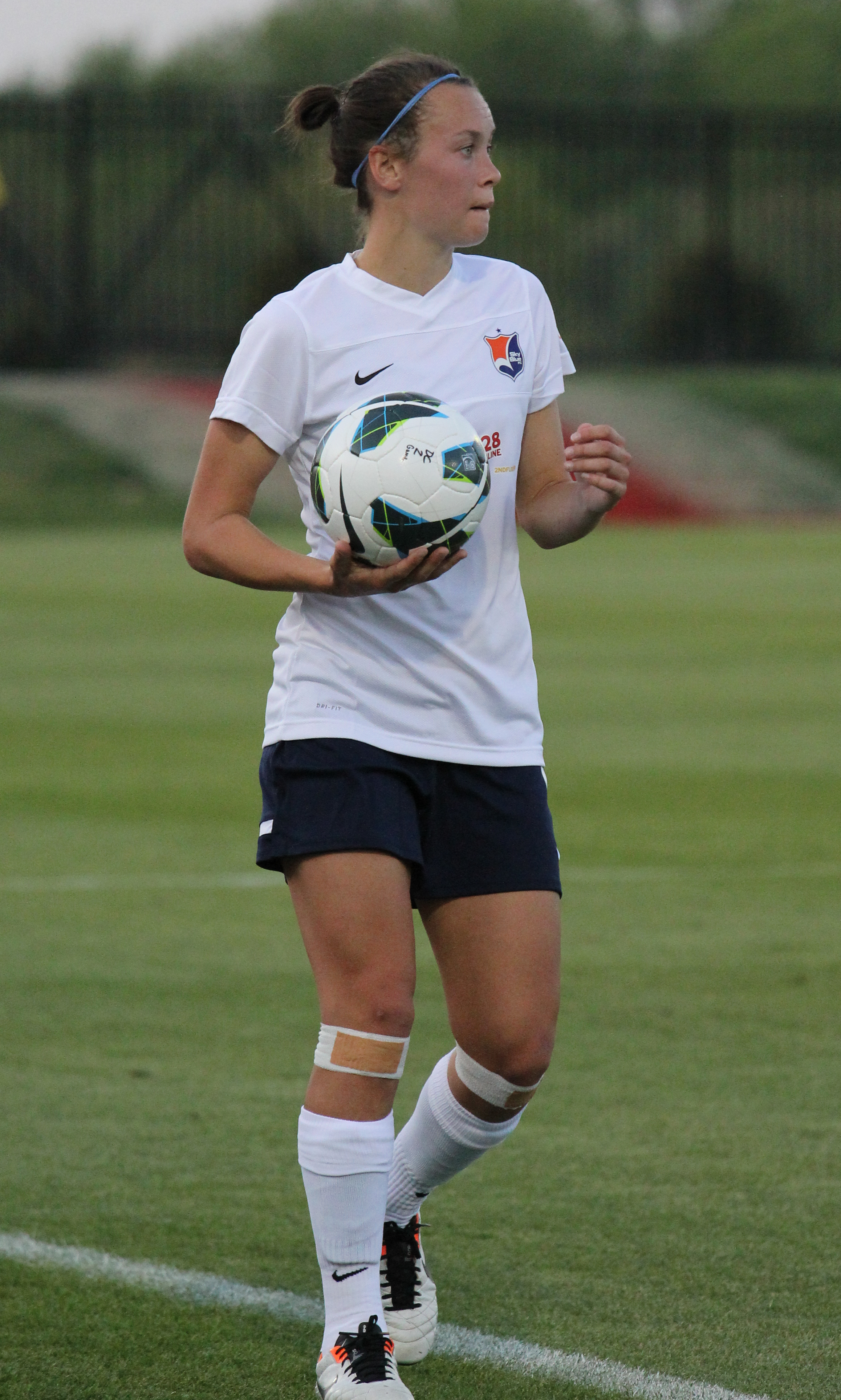
Foord durante un partido con el Sky Blue en 2013.

En marzo de 2013, se anunció que Foord había firmado un contrato con el Sky Blue FC de la NWSL americana en su temporada inaugural. Jugó 15 partidos, ayudando al club a llegar a su único play-off. Formó parte del Segundo XI de la temporada 2013.
Foord continuó en el club en la temporada 2014 y jugó 24 partidos.
En febrero de 2015, volvió para la temporada 2015. Debido al Mundial de 2015, no jugó hasta julio. Hizo 10 apariciones.
Tras haber sido nombrada en el equipo para la temporada 2016, no participó en ella. En diciembre de 2016 se anunció que Foord no continuaría en el club.

#### Perth Glory (cesión) (2014-2016)
En agosto de 2014, se anunció que Foord había firmado un contrato por un año con el Perth Glory. Volvió de nuevo para la temporada 2015-16. El 2 de enero de 2016, se rompió la clavícula y necesitó cirugía. Debido a esto, se perdió el resto de la temporada.

### Sydney FC (2016-2017)
El 13 de septiembre de 2016, Sydney FC anunció que Foord había sido fichada de nuevo. Durante la temporada 2016-17 jugó 10 partidos y marcó 2 goles.

### Vegalta Sendai Ladies (2017)
En enero de 2017, el Mynavi Vegalta Sendai Ladies de la liga Nadeshiko japonesa anunció que Foord había firmado un contrato de un año.

### Sydney FC (2017-2020)
El 15 de diciembre de 2017 volvió por tercera vez al Sydney FC para la temporada 2017-18. Sus tres goles en seis partidos ayudaron al club a alcanzar los play-offs. Durante la semifinal Foord sufrió una ruptura en el ligamento de Lisfranc, lo que le costó la Grand Final.
Durante la temporada 2018-19, la australiana marcó su segundo triplete en la W-League el 9 de diciembre de 2018.
Apareció brevemente en la temporada 2019-20, marcando 2 goles en 9 partidos.

### Portland Thorns (2018–2019)
El 11 de enero de 2018, los derechos de Foord en la NWSL fueron transferidos del Sky Blue al Seattle Reign a cambio de Rebekah Stott y Katie Johnson. Poco tiempo después, estos derechos fueron cedidos al Portland Thorns a cambio de la internacional estadounidense Allie Long. Sin embargo, debido a la lesión sufrida durante la temporada australiana de 2017-18, no hizo su debut para el club americano hasta el 6 de agosto de 2018. Marcó su primer gol el 14 de abril de 2019 en un partido contra el Orlando Pride.
El 8 de enero de 2020, los derechos de Foord fueron de nuevo transferidos al Orlando Pride junto a los de Emily Sonnett a cambio de la número 1 del College Draft.

### Arsenal (2020-)
El 24 de enero de 2020, Foord dejó Sydney y firmó un contrato con el Arsenal de la FA WSL inglesa, convirtiéndose en la quinta australiana en ser fichada por un equipo de la liga en la temporada 2019-20. Debutó el 23 de febrero de 2020 en un partido de la Women's FA Cup contra el Lewes, donde también marcó su primer gol.

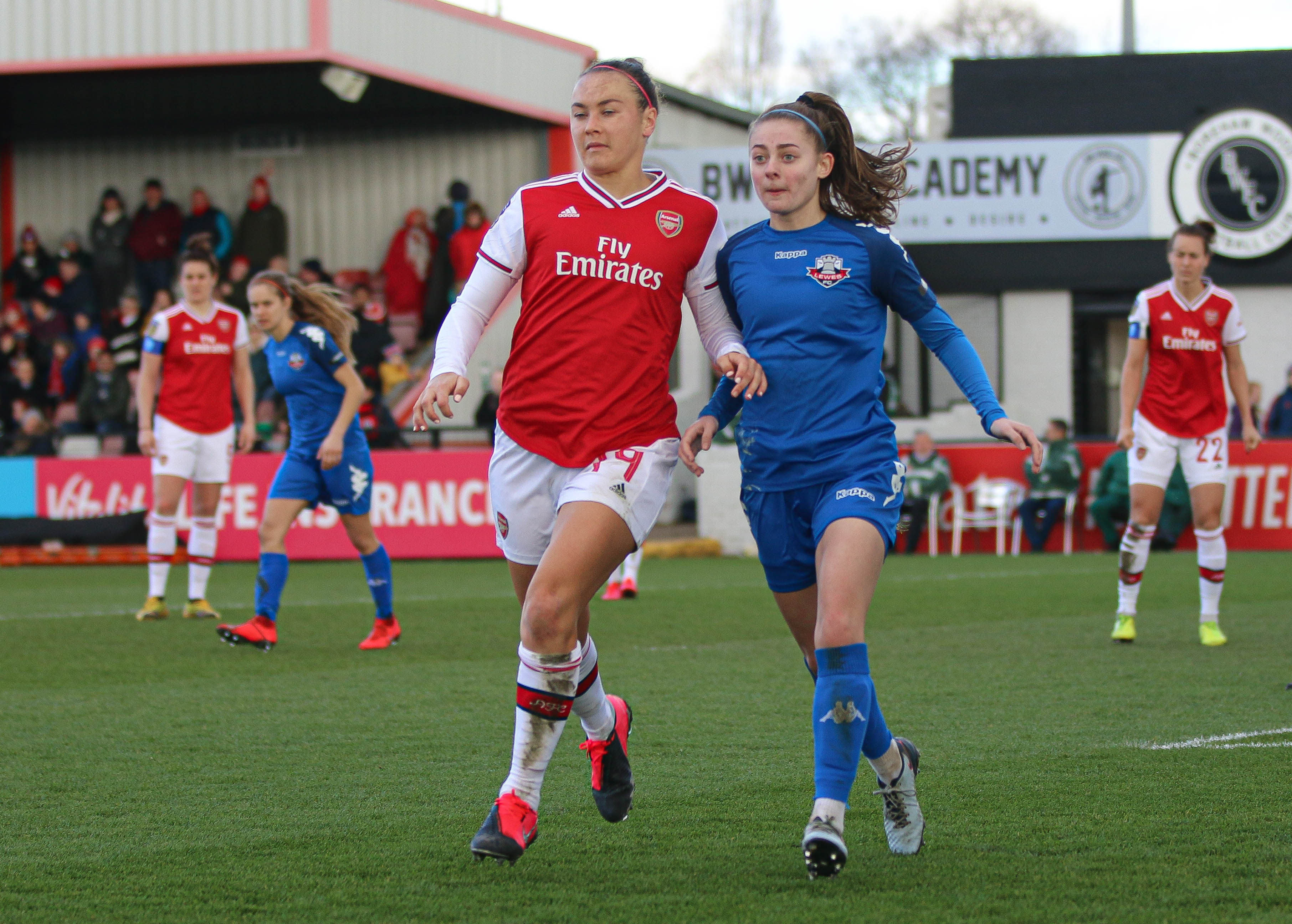
Foord en su debut para el Arsenal.

## Selección nacional

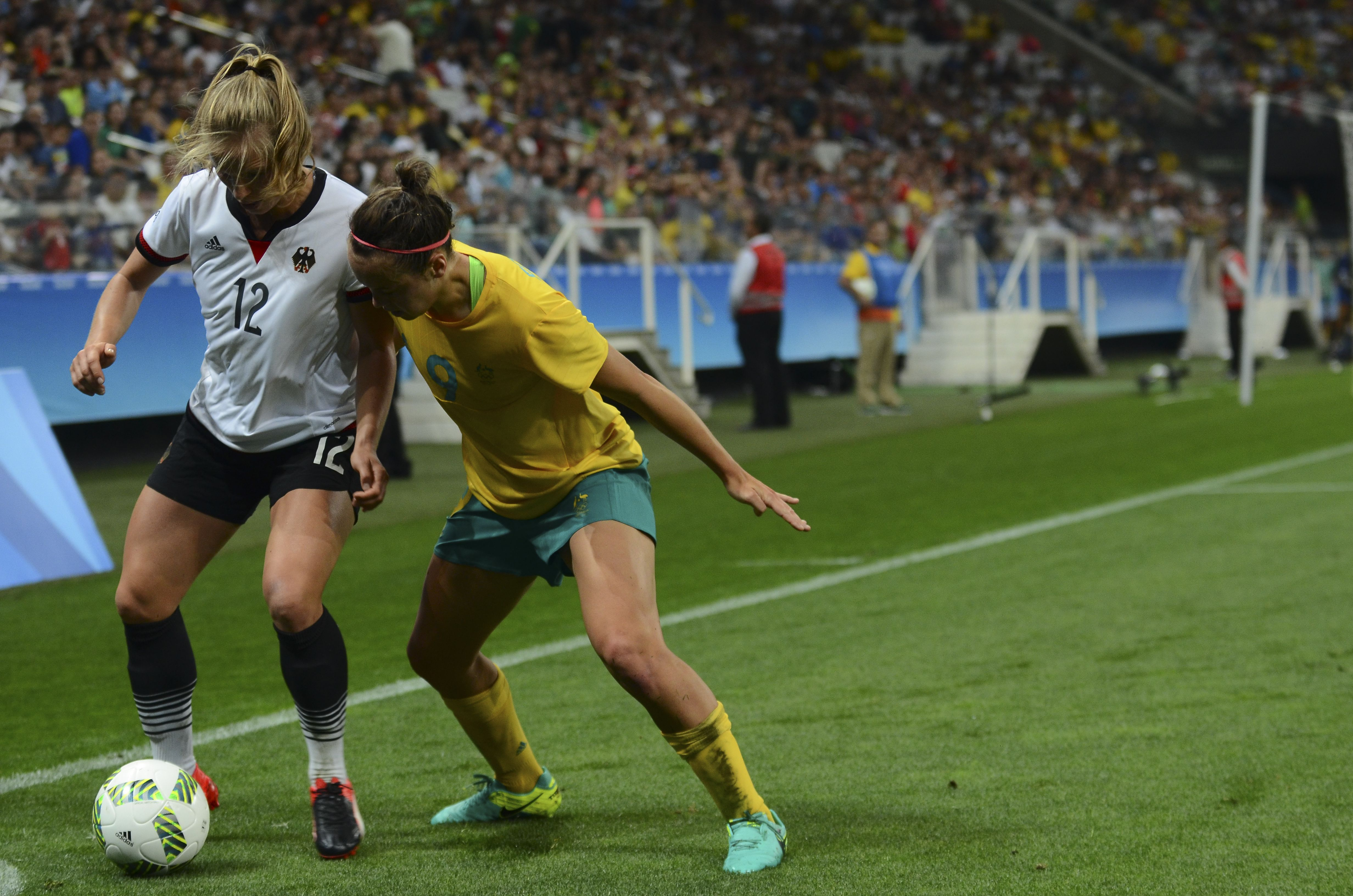
Foord (amarillo) en los Juegos Olímpicos 2016.

Después de jugar en la Selección sub-17, Foord debutó con la Selección absoluta de Australia el 12 de mayo de 2011 en un amistosos contra Nueva Zelanda, en el cual también marcó su primer gol.
A los 16 años, fue convocada para jugar el Mundial de 2011. Foord formó parte del 11 principal en dos de los tres partidos de la fase de grupos como lateral derecha. Jugó en mediocampo en los cuartos de final contra Suecia. A pesar de que las Matildas fueron eliminadas en ese partido, ella fue nombrada "Mejor Jugadora Joven" del torneo. Gracias a su participación en el torneo, Foord fue nombrada Jugadora Joven del Año por la AFC.
La australiana fue de nuevo convocada para jugar en la Copa Asiática femenina de la AFC de 2014. Gracias a su puesto en el torneo, Australia se clasificó para el Mundial de 2015. Esta vez, jugó como delantera y participó en todos los 5 partidos del país, antes de ser eliminado por Japón.
Foord compitió en sus primeras Olimpiadas en Brasil en 2016. En diciembre, fue nombrada Jugadora del Año por la AFC.
En 2017, en la primera edición del Tournament of Nations, marcó dos goles contra Brasil. Australia se convirtió en el primer campeón de la competición. Jugó de nuevo en la siguiente edición.
En mayo de 2019, Foord fue convocada para su tercer Mundial. Jugó en todos los cuatro partidos y Australia fue eliminada en los octavos de final por Noruega.

## Palmarés

### Club

#### Sydney FC
- W-League (Premiership): 2010-11
- W-League (Championship): 2012-13, 2018-19

#### Perth Glory
- W-League (Premiership): 2014

### Internacional
- Campeonato sub-16 de la AFF: 2009
- Torneo Preolímpico de la AFC: 2016
- Tournament of Nations: 2017

### Individual
- Mejor jugadora Joven del Mundial: 2011
- Mejor Futbolista Joven de Asia del Año: 2011
- Mejor Jugadora Sub-20 del Año de la FFA: 2011
- Mejor Futbolista de Asia del Año: 2016

## Televisión y cine
En 2013, Foord participó en un episodio de 1 hora en la serie Aussies Abroad de la cadena ESPN. El episodio, que recibió el nombre de The Matildas, se centró en cuatro internacionales (Foord, Lisa De Vanna, Kyah Simon y Sam Kerr) y su experiencia jugando en el extranjero.
Foord también ha aparecido en la película Back Of The Net.